# Ulica Chmielna w Gdańsku
Ulica Chmielna (niem. Hopfengasse) – ulica biegnąca w całości na Wyspie Spichrzów. Bierze początek na mostku przy ulicy Toruńskiej, w środku biegu zostaje przecięta przez Podwale Przedmiejskie. Kończy się w zrujnowanej części Wyspy Spichrzów, przechodząc w krótką (ok. 50 m) ulicę Pożarniczą.

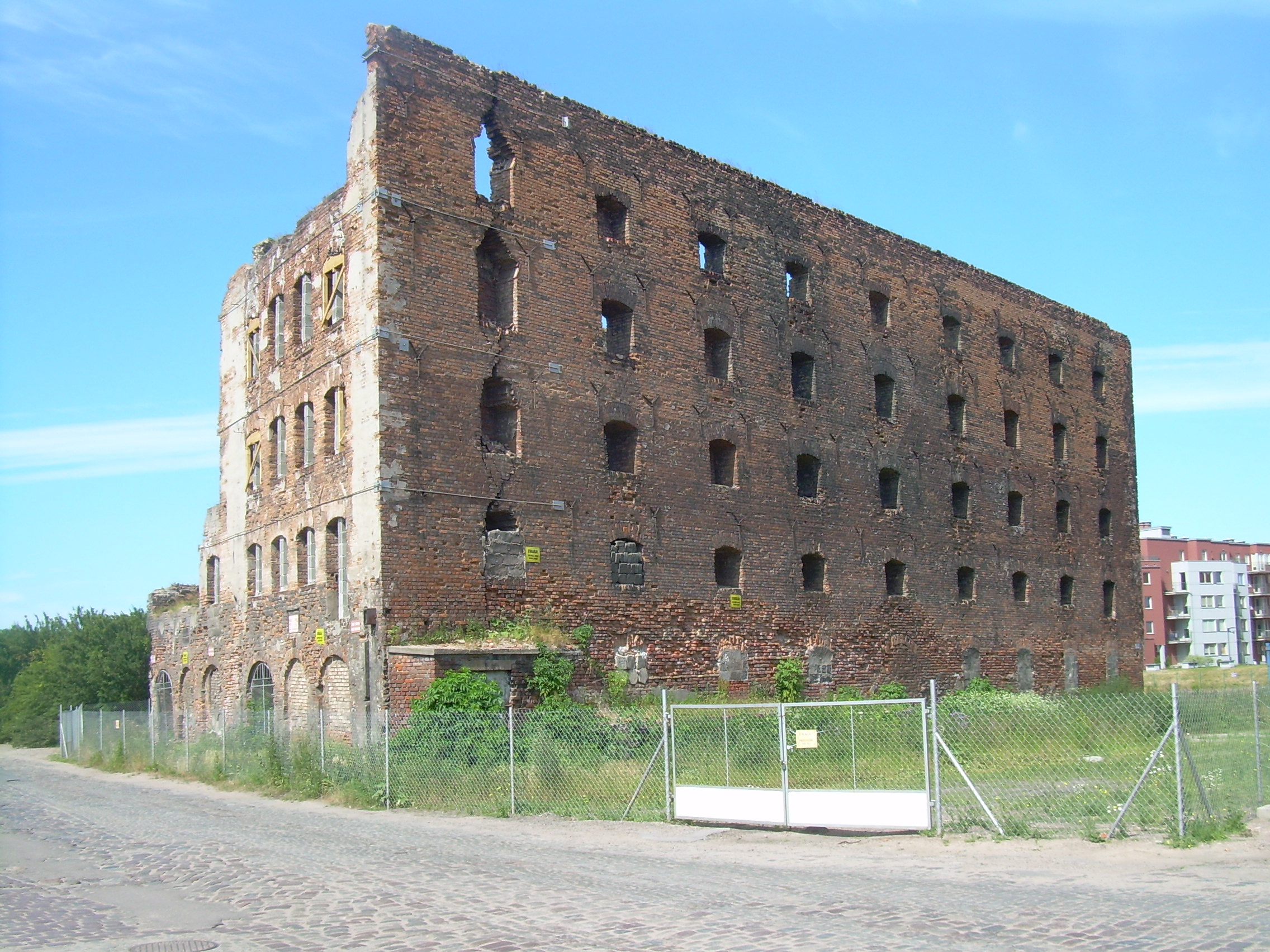
Ul. Chmielna - część południowa

Ulica stanowi główną drogę na Wyspie Spichrzów. W środkowej części biegnie pomiędzy odnowionymi spichlerzami. Po zagospodarowaniu zrujnowanej części północnej będzie w niej jedyną drogą.

## Poprzednie nazwy
- Alte Stadthofgasse
- Hinter der Langen Brücke
- Longa Platea
- Brückengasse
- Hopfengasse

## Obiekty
- Polsko-Szwedzka Izba Gospodarcza, ul. Chmielna 101
- Muzeum Archeologiczne
- ZUS
- Bank Współpracy Europejskiej
- Spichlerze (zrekonstruowane)
- Ruiny północnej części Wyspy Spichrzów